# Hieracium dedovii
Hieracium dedovii es una especie de planta con flor del género Hieracium, de la familia Asteraceae, orden Asterales.

## Distribución
Hieracium dedovii se distribuye por Rusia.

## Taxonomía
Fue descrita científicamente por R. N. Shlyakov. Fue publicada en Novosti Sist. Vyssh. Rast.